# Shahrin Saberin
Shahrin Saberin (* 14. Februar 1995 in Singapur), mit vollständigen Namen Muhammad Shahrin bin Saberin, ist ein singapurischer Fußballspieler.

## Karriere
Shahrin Saberin erlernte das Fußballspielen in der Jugendmannschaft des Warriors FC. Hier stand er bis 2014 unter Vertrag. 2015 wechselte er zu Home United. Der Verein spielte in der ersten Liga, der S. League. Nach 23 Spielen ging er 2017 zu den Young Lions. Die Young Lions sind eine U23-Mannschaft, die 2002 gegründet wurde. In der Elf spielen U23-Nationalspieler und auch Perspektivspieler. Ihnen soll die Möglichkeit gegeben werden, Spielpraxis in der ersten Liga zu sammeln. Für die Lions stand der 15-mal auf dem Spielfeld. Zu seinem ehemaligen Klub Home United ging er 2018. Mit Home wurde er am Ende der Saison Vizemeister. Hier kam er auf zehn Einsätze. Ligakonkurrent Geylang International nahm ihn Anfang 2019 unter Vertrag. Hier spielte er zwei Jahre und kam auf 13 Einsätze in der ersten Liga. Anfang Januar 2021 verpflichtete ihn der ebenfalls in der ersten Liga spielende Tanjong Pagar United.

## Erfolge
Home United
- Singapurischer Vizemeister: 2018